# 西印度洋隆背鰩
西印度洋隆背鰩（學名：Notoraja hesperindica），為軟骨魚綱鰩目單鰭鰩科隆背鰩屬的一種，分布於西印度洋莫三比克南部及馬達加斯加西北部海域，深度1230至1600公尺，本魚體盤為均勻倒心形，外角寬圓，至泄殖腔中部的體長短於從泄殖腔中部開始的尾長，吻長，直接眶前長度為體長的15.1-16.7％，背面幾乎完全沒有小齒，尾前部有數排短小刺，側尾上有一排小刺，體背深藍色，眼眶和吻部區域略帶黑褐色斑點，腹鰭棕藍色，尾部深黑藍色，腹面暗色，體長可達53.3公分，棲息在大陸坡沙泥底質海域，為深海底棲性魚類，屬肉食性，卵生, 生活習性不明。